# Alison Doody
Alison Doody (Dublín, Irlanda; 11 de noviembre de 1966) es una actriz y modelo irlandesa.

## Filmografía

### Películas
| Año  | Título                            | Papel                  | Notas      |
| ---- | --------------------------------- | ---------------------- | ---------- |
| 1985 | 007: Panorama para matar          | Jenny Flex             | Secundario |
| 1985 | Cambio de pareja                  | Camarera               | Cameo      |
| 1987 | Queenie                           |                        | Cameo      |
| 1987 | Plegaria para un asesino          | Siobhan Donovan        | Secundario |
| 1987 | El jardín secreto                 | Lilias                 | Cameo      |
| 1987 | Harry's Kingdom                   | Debbie                 | Secundario |
| 1988 | Taffin                            | Charlotte              | Principal  |
| 1989 | Indiana Jones y la última cruzada | Elsa Schneider         | Principal  |
| 1989 | Women in Tropical Places          | Celia                  | Principal  |
| 1991 | Duel of Hearts                    | Lady Caroline Faye     | Principal  |
| 1992 | Ring of the Musketeers            | Ann-Marie Athos        | Principal  |
| 1994 | Major League II                   | Rebecca Flannery       | Secundario |
| 1994 | Temptation                        | Lee Reddick            | Principal  |
| 2004 | Las minas del rey Salomón         | Elizabeth Maitland     | Principal  |
| 2010 | La Ruptura                        | Profesora Alison Hayes | Secundario |
| 2014 | We Still Kill the Old Way         | Susan Taylor           | Secundario |
| 2016 | Broer                             | Grace                  | Secundario |
| 2017 | Division 19                       | Neilsen                | Secundario |
| 2022 | RRR                               | General                | Secundario |

### Series
| Año       | Título         | Papel                   |
| --------- | -------------- | ----------------------- |
| 1991      | Selling Hitler | Gina Heidemann          |
| 2009      | La Clínica     | Lucille / Mary Houghton |
| 2011-2012 | Beaver Falls   | Pam                     |